# معن الحذيفي
معن الحذيفي (بالإنجليزية: Maan Al-Hudifi)‏؛ مواليد 26 يناير 1998 في وادي الفرع، السعودية، هو لاعب كرة قدم سعودي.

## مسيرة اللاعب
مثل نادي الاتحاد ونادي الأنصار ونادي جدة ونادي عرعر.

## روابط خارجية
- معن الحذيفي على موقع Soccerway.com (الإنجليزية)
- معن الحذيفي على موقع كووورة